# باوند في الساعة
باوند في الساعة (بالإنجليزية: Pound per hour)‏ هي وحدة تدفق كتلة، وتختصر (بالإنجليزية: PPH)‏ أو باوند/ساعة (بالإنجليزية: lb/h)‏. وتستخدم هذه الوحدة عادة في معدل سريان الوقود داخل المحركات، فتستخدم عند قياس معدلات سريان الغازات أو السوائل بدلالة الكتلة بدلًا من الحجم في الحالات التي يتغير فيها الحجم لتغير الضغط ودرجة الحرارة. ويشيع استخدام الوحدة في الولايات المتحدة، بينما تستخدم وحدات تدفق الكتلة المترية في أوروبا مثل كيلو جرام في الساعة أو طن متري في الساعة.
1باوند/ساعة = 0.4535927 كجم/ساعة = 126.00 ملليغرام/ساعة